# Chambre des communes de Grande-Bretagne
Chambre des communes d'Angleterre 
 Tiers État du Parlement d'Écosse Chambre des communes du Royaume-Uni
La Chambre des communes de Grande-Bretagne était la chambre basse du Parlement de Grande-Bretagne entre 1707 et 1801. En 1707, à la suite des Actes d'Union de cette année-là, elle a remplacé la Chambre des communes d'Angleterre et le Tiers État du Parlement d'Écosse, comme l'un des changements les plus importants apportés par l'Union des royaumes d'Angleterre et d'Écosse dans le Royaume de Grande-Bretagne.
Au cours du XVIIIe siècle, la fonction de Premier ministre se développe. L'idée qu'un gouvernement ne reste au pouvoir que tant qu'il conserve le soutien du Parlement a également évolué, conduisant à la toute première motion de censure, lorsque le gouvernement de Lord North n'a pas réussi à mettre fin à la Révolution américaine. La notion moderne selon laquelle seul l'appui de la Chambre des communes est nécessaire à la survie d'un gouvernement s'est toutefois développée plus tard. De même, la coutume selon laquelle le Premier ministre est toujours membre de la chambre basse, plutôt que de la chambre haute, n'a pas évolué avant le XXe siècle.
Les affaires de la Chambre étaient contrôlées par un Speaker élu. Le rôle officiel du Speaker était de modérer le débat, de rendre des décisions sur la procédure, d'annoncer les résultats des votes, etc. Le Speaker décidait qui pouvait parler et avait le pouvoir de sanctionner les membres qui enfreignaient les procédures de la chambre. Le Speaker a souvent représenté le corps en personne, en tant que voix du corps lors de cérémonies et dans certaines autres situations. Le titre a été enregistré pour la première fois en 1377 pour décrire le rôle de Thomas Hungerford au Parlement d'Angleterre. Par convention, les speakers sont normalement appelés au Parlement comme Mister Speaker, s'il s'agit d'un homme, ou Madam Speaker, s'il s'agit d'une femme.
En 1801, la Chambre a été agrandie pour devenir la Chambre des communes du Royaume-Uni, à la suite de l'Acte d'Union de 1800 qui a réuni la Grande-Bretagne et le Royaume d'Irlande dans le Royaume-Uni de Grande-Bretagne et d'Irlande.

## Création
Les membres de la dernière Chambre des communes d'Angleterre avaient été élus entre le 7 mai et le 6 juin 1705, et à partir de 1707, ils ont tous continué à siéger en tant que membres de la nouvelle Chambre des communes. Les dernières élections générales en Écosse avaient eu lieu à l'automne 1702 et, à partir de 1707, seuls quarante-cinq des membres du Parlement écossais rejoignirent la nouvelle chambre. En Ecosse, il n'y a pas eu non plus de nouvelle élection dans les burghs, et les places disponibles ont été pourvues par cooptation depuis le dernier Parlement.

## Circonscriptions parlementaires
Les circonscriptions qui ont élu des membres en Angleterre et pays de Galles sont restées inchangées tout au long de l'existence du Parlement de Grande-Bretagne.
| Pays           | Circonscription | Circonscription | Circonscription | Circonscription | Membres        | Membres | Membres    | Membres |
| Pays           | Borough /Burgh  | Comté           | Université      | Total           | Borough /Burgh | Comté   | Université | Total   |
| -------------- | --------------- | --------------- | --------------- | --------------- | -------------- | ------- | ---------- | ------- |
| Angleterre     | 203             | 40              | 2               | 245             | 405            | 80      | 4          | 489     |
| Pays de Galles | 12              | 12              | 0               | 24              | 12             | 12      | 0          | 24      |
| Écosse         | 15              | 30              | 0               | 45              | 15             | 30      | 0          | 45      |
| Total          | 230             | 82              | 2               | 314             | 432            | 122     | 4          | 558     |

## Sources
- Chris Cook & John Stevenson, British Historical Facts 1760-1830 (The Macmillan Press, 1980)
- Colin Rallings & Michael Thrasher, British Electoral Facts 1832-1999 (Ashgate Publishing Ltd, 2000)